# 春川恭亮
春川恭亮 （1988年8月30日—）日本男性演員，出身於東京都，隸屬經紀公司為LDH。

## 演出作品

### 電影
- キラキラMOVIES 「2STEPS！」（春日光樹役）

### 舞台/音樂劇
- 「網球王子舞台劇 The Treasure Match 四天寶寺 feat.冰帝」 - 飾 白石藏之介（A組演員）（2008年12月13日-2009年1月25日）
- 「網球王子舞台劇 Dream live 6th」 - 飾 白石藏之介（A組演員）（2009年5月2日-3日　東京、5月9日-10日　神戸）
- 「網球王子舞台劇 The Final Match 立海 First feat. 四天寶寺」 - 飾 白石藏之介（A組演員）（2009年7月-10月）

### 電視
- 「鐵拳對鋼拳」 - 飾 畑中優太郎（2011）

## 相關網站
- LDH中文官方網站 （页面存档备份，存于）
- 春川恭亮BLOG